# Телевизија Симић
Телевизија Симић (ТВ Симић) је телевизијска станица са сједиштем у Бањој Луци. ТВ станица је комерцијалног карактера (једна од првих приватних телевизија у Републици Српској), a сједиште телевизије налази се у улици Краља Петра I Карађорђевића 74 у Бањој Луци.